# Hladovka
Hladovka (ungarisch Hladovka, polnisch Głodówka) ist eine Gemeinde im Norden der Slowakei mit 1098 Einwohnern (Stand 31. Dezember 2024). Sie gehört zum Okres Tvrdošín, einem Teil des Žilinský kraj.

## Geographie

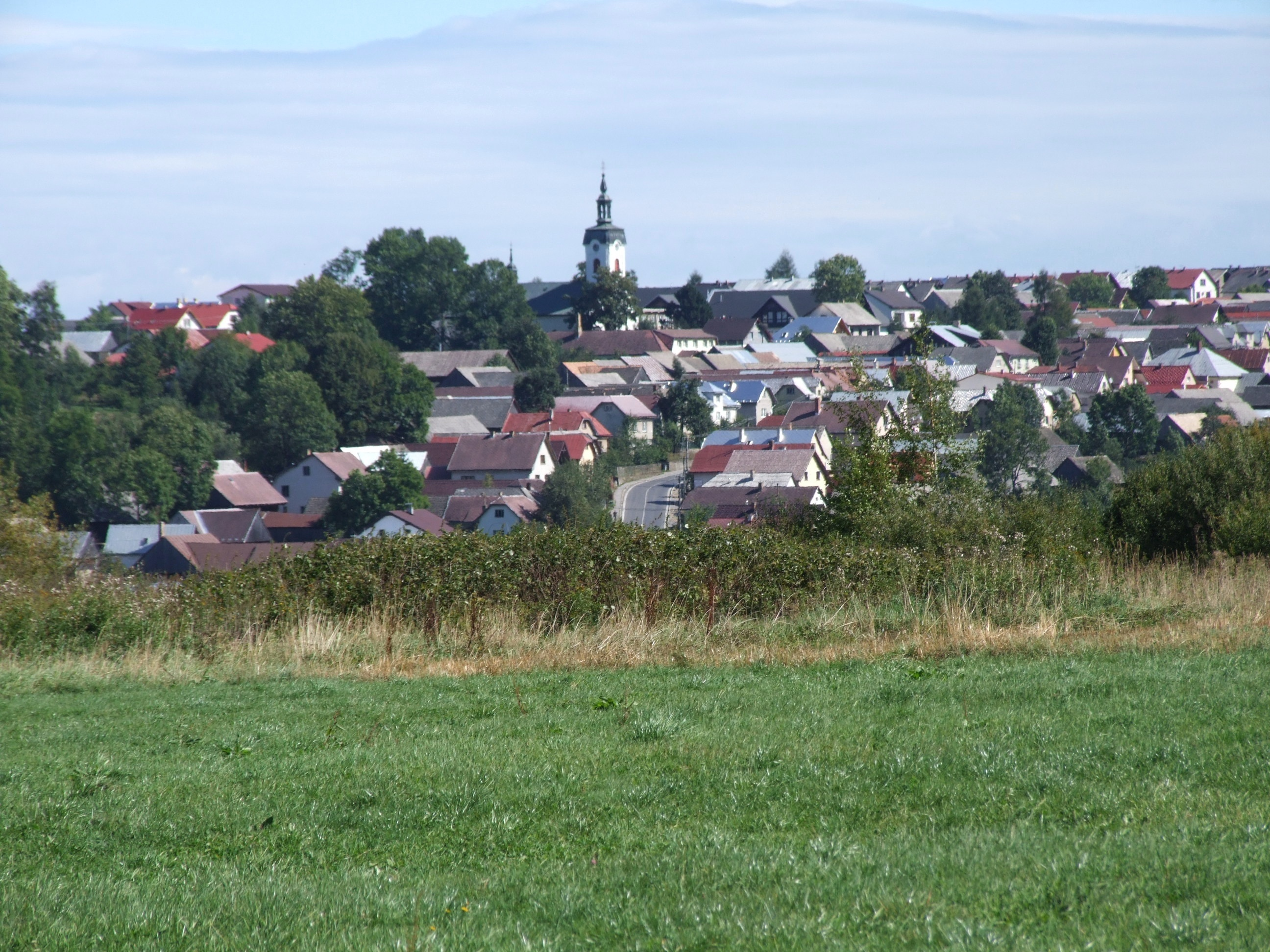
Blick auf den Ort

Die Gemeinde befindet sich in oberen Teilen des Beckens Oravská kotlina am Bach Jelešňa, nahe der polnischen Grenze. Nördlich der aufgelassenen Bahnstrecke erstrecken sich großräumige Torfmoore. Das Ortszentrum liegt auf einer Höhe von 756 m n.m. und ist 11 Kilometer von Trstená sowie 23 Kilometer von Zakopane (PL) gelegen.

## Geschichte

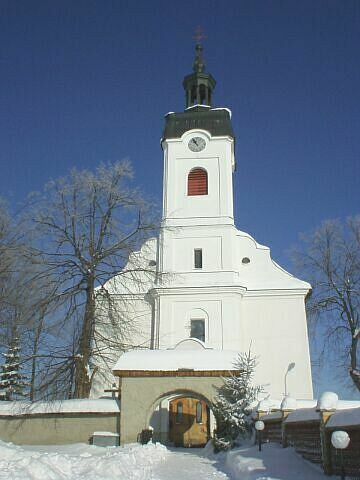
Kirche

Hladovka wurde gegen 1590 gegründet und hieß am Anfang Jelešnia, wohl vom Namen des Baches abgeleitet. Das magyarisierte Äquivalent lautete Illésna (1598 erwähnt). Dennoch war in der örtlichen Bevölkerung der Name Hladovka gängig, nach dem Nachnamen des Gründers, eines Schultheißes namens Krištof Hlad und nicht, wie man vermuten würde, nach der slowakischen Bezeichnung für Hunger (slow. hlad) oder sogar Hungerstreik (slow. hladovka).
Die ursprünglichen Einwohner waren in Landwirtschaft und Leinenweberei beschäftigt. Im späten 17. und Anfang des 18. Jahrhunderts litt der Ort während der Kuruzzenkriegen sowie Streifzügen der Räuber. 1828 sind 128 Häuser und 732 Einwohner verzeichnet.
Im 19. Jahrhundert wurde Slowakisch die Sprache der Kirche und der Schule, aber die lokalen Goralen sprachen Goralisch, einen polnischstämmigen Dialekt. Im Jahre 1897 begannen polnische Aktivisten nationale Agitation. Im Jahre 1910 folgte die ungarische Verwaltung erstmals in der Volkszählung der polnischen Bitte und Goralisch wurde als Polnisch betrachtet. In diesem Jahre hatte das Dorf 535 Einwohner, davon 4 ungarischsprachige, 2 deutschsprachige, 9 slowakischsprachige, 520 anderssprachige (davon 516 polnischsprachig, 96,4 %), 533 römisch-katholische, 2 evangelische.
Nach dem Zerfall von Österreich-Ungarn kam der im Komitat Arwa liegende Ort zur neu entstandenen Tschechoslowakei. In den Jahren 1920–24 (dann ausgetauscht gegen den tschechoslowakischen Teil des Dorfes Lipnica Wielka/Dolná Lipnica, Nižná Lipnica) und 1938–39 gehörte Hladovka zu Polen (siehe auch Tschechoslowakisch-polnische Grenzkonflikte, Gebiet Nr. 4). In der polnischen Volkszählung aus dem Jahre 1921 hatte die Gemeinde Głódówka 130 Häuser mit 584 Einwohnern, davon alle römisch-katholische Polen.

## Bevölkerung
| Jahr                | 1994 | 2004    | 2014    | 2024    |
| ------------------- | ---- | ------- | ------- | ------- |
| Anzahl der Personen | 883  | 955     | 1036    | 1098    |
| Unterschied         |      | +8,15 % | +8,48 % | +5,98 % |

| Jahr                | 2023 | 2024    |
| ------------------- | ---- | ------- |
| Anzahl der Personen | 1072 | 1098    |
| Unterschied         |      | +2,42 % |

Ergebnisse nach der Volkszählung 2001 (924 Einwohner):
| Nach Ethnie: - 99,03 % Slowaken - 0,65 % Polen | Nach Religion: - 98,59 % römisch-katholisch - 1,30 % keine Angabe - 0,11 % griechisch-katholisch |

Weite Teile der Bevölkerung sprechen einen goralischen Dialekt.

## Sehenswürdigkeiten
- römisch-katholische Kirche Mariä Himmelfahrt von 1808